# مانويل دسوزا
مانويل دسوزا (بالإنجليزية: Manuel D'Souza)‏ هو لاعب كرة قدم هندي، ولد في 11 مايو 1989 في مومباي في الهند. لعب مع نادي مومباي لكرة القدم.

## وصلات خارجية
- مانويل دسوزا على موقع قاعدة بيانات كرة القدم.إي يو (الإنجليزية)
- مانويل دسوزا على موقع Soccerway.com (الإنجليزية)